# Exetastes luteofacies
Exetastes luteofacies är en stekelart som beskrevs av Dali Chandra och Gupta 1977. Exetastes luteofacies ingår i släktet Exetastes och familjen brokparasitsteklar. Inga underarter finns listade i Catalogue of Life.